# Mustapha Jarju
Mustapha ("Toubabo") Jarju (Banjul, 18 juli 1986) is een voormalig profvoetballer uit Gambia die onder contract stond bij Sporting Hasselt . Hij speelde eerder voor onder meer RAEC Mons, Lierse SK en de Vancouver Whitecaps. Hij is ook international voor zijn land. 

## Carrière
In Gambia speelde Jarju voor Steve Biko FC en Gambia Ports Authority FC. Tijdens de zomer van 2006 werd hij aangetrokken door Lierse SK, samen met zijn landgenoot Assan Jatta die ook voor Steve Biko FC uitkwam. Hoewel hij in principe een middenvelder is werd hij vaak ingeschakeld als spits. In tegenstelling tot Jatta, vond Jarju daar beter zijn draai. Tijdens het seizoen 2006/07 kwam hij 30 keer in actie en kon hij 9 maal scoren. Lierse degradeerde dat seizoen echter naar de Belgische Tweede Klasse.
In het seizoen daarop vond hij de weg naar het doel vijftien keer. Na één seizoen tweede klasse tekende Jarju in mei 2008 een contract bij RAEC Mons voor 3 jaar, met een optie voor nog een bijkomend jaar. In de zomer van 2011 ruilde hij Bergen in voor Vancouver Whitecaps. Hij ontbond zijn contract echter en keerde in januari 2012 al terug naar zijn ex-club Bergen. Na 2015 kreeg hij geen profcontract meer.

## Profstatistieken
| seizoen | club                | land       | competitie          | wed. | goals |
| ------- | ------------------- | ---------- | ------------------- | ---- | ----- |
| 2006/07 | K. Lierse SK        | België     | Jupiler League      | 30   | 9     |
| 2007/08 | K. Lierse SK        | België     | Tweede Klasse       | 32   | 15    |
| 2008/09 | RAEC Mons           | België     | Jupiler League      | 32   | 8     |
| 2009/10 | RAEC Mons           | België     | Exqi League         | 36   | 8     |
| 2010/11 | RAEC Mons           | België     | Exqi League         | 27   | 18    |
| 2011/12 | Vancouver Whitecaps | Canada     | Major League Soccer | 10   | 0     |
| 2011/12 | RAEC Mons           | België     | Jupiler League      | 13   | 4     |
| 2012/13 | RAEC Mons           | België     | Jupiler League      | 36   | 12    |
| 2013/14 | RAEC Mons           | België     | Jupiler League      | 20   | 1     |
| 2014/15 | Hatta Club          | VAE        |                     | ?    | ?     |
| 2015    | Irtysj Pavlodar     | Kazachstan | Premjer-Liga        | ?    | ?     |
|         |                     |            | Totaal              | 222  | 74    |